# (6411) Tamaga
(6411) Tamaga est un astéroïde de la ceinture principale aréocroiseur.

## Description
(6411) Tamaga est un astéroïde aréocroiseur. Il présente une orbite caractérisée par un demi-grand axe de 2,76 UA, une excentricité de 0,42 et une inclinaison de 28,6° par rapport à l'écliptique.

## Compléments